# 一般科醫師
一般科醫師（general practitioner）或全科醫師、普通科醫師、家庭醫師（family physician）、家醫科醫師，是治療一般常見急性和慢性疾病，並為病患提供預防保健和健康教育的醫生，可處理發展初期尚未鑑別診斷的疾病類型，可能會需要緊急醫療處置。有需要時可轉介或追蹤個案。
一般科醫師的角色或功能在不同國家（甚至同一國家的不同區域）可能大不相同。在已開發國家的都會區，一般科醫師的功能趨於狹隘，偏重於慢性病照護、治療非危及生命的急性病、早期發現重大疾病並轉介病患至專科、提供預防保健包括健康教育和疫苗接種。相對的，在未開發國家或開發中國家的農村地區，一般科醫師可能會常規地提供到院前的緊急醫療服務、分娩嬰兒、社區醫院照護、進行低複雜度的外科手術。
「GP」一詞常見於英國、愛爾蘭共和國、大英國協；但在北美，該詞的用法變得有些模棱兩可，與家庭醫師或初級照護醫師並不相同。
在過去，一般科醫師曾是由任何具有醫學院資歷的社區醫師來擔任，但是自1950年代以來，一般科已成為一種專科，各個國家會訂定具體的培訓要求。